# 向陽 (神戸市)
向陽(こうよう）は、兵庫県神戸市垂水区の町名。郵便番号は655-0012。

## 地理
垂水区南部の西垂水地区（旧西垂水村）に位置する。東は福田、北は名谷町、西は千鳥が丘に接する。

## 交通

### バス
- 山陽バス
- 神戸市バス